# Épinouze
Épinouze ist eine französische Gemeinde mit 1.527 Einwohnern (Stand: 1. Januar 2022) im Département Drôme in der Region Auvergne-Rhône-Alpes; sie gehört zum Arrondissement Valence und zum Kanton Drôme des collines. 

## Geographie
Die Gemeinde Épinouze liegt etwa 23 Kilometer südsüdöstlich von Vienne zwischen den Flüssen Dolon und Oron. Sie wird umgeben von den Nachbargemeinden Jarcieu im Norden, Lapeyrouse-Mornay im Osten, Manthes im Südosten, Saint-Sorlin-en-Valloire im Süden, Anneyron im Südwesten und Westen sowie Bougé-Chambalud im Nordwesten.

## Bevölkerungsentwicklung
| Jahr                       | 1962 | 1968 | 1975 | 1982 | 1990 | 1999 | 2006 | 2019 |
| Einwohner                  | 935  | 981  | 968  | 956  | 968  | 1096 | 1250 | 1510 |
| Quellen: Cassini und INSEE |      |      |      |      |      |      |      |      |

## Sehenswürdigkeiten
- Kirche Saint-Régis
- Komtur des Johanniterordens aus dem 12. Jahrhundert in der Ortschaft Lachay
- Schloss Le Mouchet aus dem 15. Jahrhundert

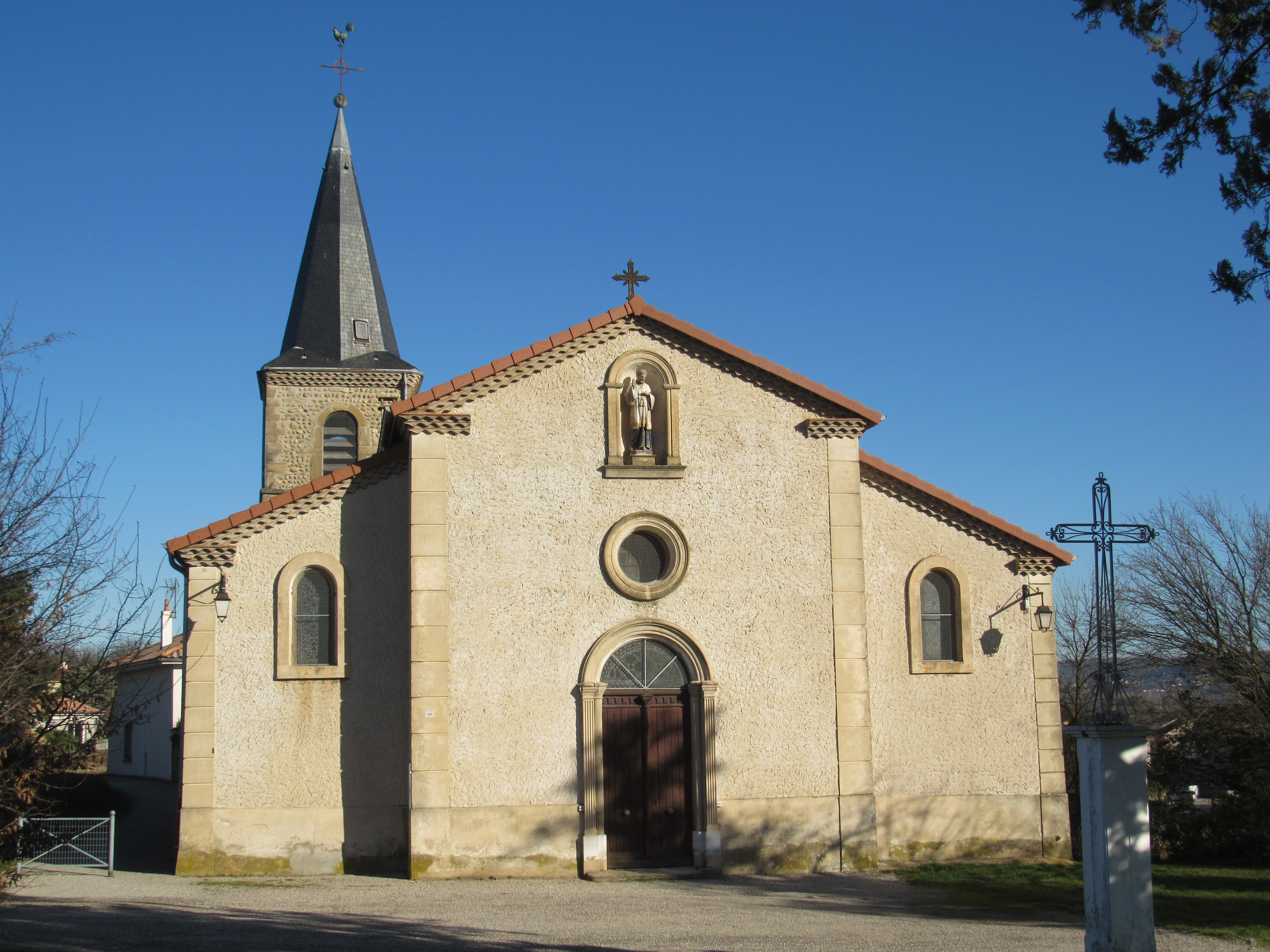
Kirche Saint-Régis
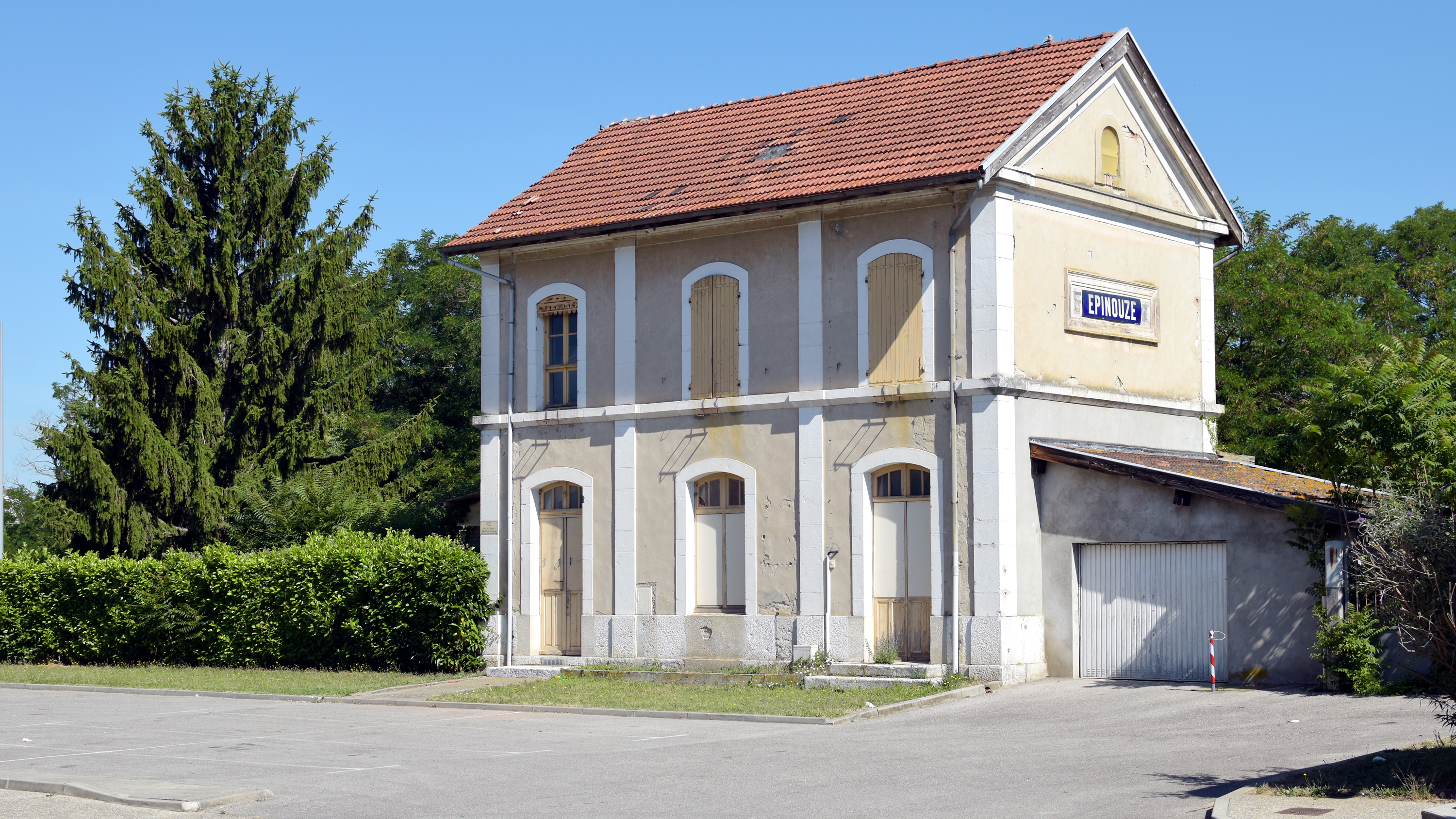
Ehemaliger Bahnhof Épinouze